# Das Leben ist anderswo
Das Leben ist anderswo (tschechisch Život je jinde) ist der Titel eines 1973 publizierten satirischen Bildungsromans des tschechischen Schriftstellers Milan Kundera über das Leben eines jungen Dichters. Hauptthemen sind die Mutterbindung der Hauptfigur und die Spannung zwischen seiner persönlichen und gesellschaftlich orientierten Poetik zur Zeit der kommunistischen Herrschaft in der ČSSR. Die deutschen Übersetzungen von Franz Peter Künzel und von Susanna Roth erschienen 1974 bzw. 1990.

## Überblick
Die Lebensgeschichte des mit 19 Jahren an einer Lungenentzündung verstorbenen (Teil VII) fiktiven Dichters Jaromil spielt in den 1930er und 1940er Jahren vor dem historischen Hintergrund der deutschen Besetzung der ČSSR und der kommunistischen Machtübernahme nach dem Zweiten Weltkrieg 1948. Von Kindheit an wird Jaromil von seiner über ihre Ehe enttäuschten Mutter als Künstler gefördert (Teil I) und so eng an sich gebunden, dass unter ihrem Schatten alle Liebesbeziehungen scheitern (Teile III bis V). Anfänglich verarbeitet er persönliche Erlebnisse im avantgardistischen surrealistischen Stil. Als dieser von den Kommunisten als bürgerlich dekadent abgelehnt wird, schreibt er linientreue sozialistisch realistische Gedichte (Teile I bis IV). Im Zusammenhang mit seinem Engagement für die kommunistische Partei denunziert er aus einer Mischung von persönlichen und politischen Motiven den Bruder seiner Freundin (Teil V).

## Inhalt

### Jaromils Familie (Teil I)
Zu Beginn ihres Literatur-Studiums wird Jaromils Mutter schwanger und widersetzt sich den Wünschen des Freundes, eine Abtreibung vorzunehmen. Die beiden heiraten unter dem Druck ihrer wohlhabenden Eltern und ziehen in deren Villa ein. Mit der Mitgift kann Jaromils Vater ein Bauunternehmen gründen (I, 1). Die Abtreibungsforderung und die Weigerung, weitere Kinder zu bekommen (I, 5), entfremden die Eltern voneinander und die Mutter konzentriert sich ganz auf ihr einziges Kind. Die Zeit der Schwangerschaft und die enge Bindung an den Embryo empfindet sie als paradiesischen Zustand. Eines Tages verschwindet ihr Mann. Auf die Nachricht von seinem Tod in einem Konzentrationslager betrachtet sie ihn als Widerstandskämpfer (I, 11, III, 1). Später erfährt sie, dass er eine jüdische Freundin hatte, diese nach ihrer Deportation ins „Getto von Theresienstadt“ besuchte, verhaftet und hingerichtet wurde (III,7 und 9). Daraufhin eliminiert sie ihn aus ihrem Leben und dem des Sohnes (III, 7).

### Mutter-Sohn-Bindung und verhinderte Liebesbeziehungen (Teile I bis IV, VI bis VII)
Im Laufe der Zeit intensiviert sich die Mutter-Sohn-Bindung und steigert sich nach seinem Tod zur Dichterverehrung mit Grabmal („Hier ruht der Dichter“, VI, 9). Die Mutter protokolliert akribisch die Entwicklungsschritte ihres kleinen Sohnes, seine Sprachentwicklung, seine kindlichen Reime und Zeichnungen, und kümmert sich intensiv um seine Förderung. Als er in die Schule kommt, kann er bereits lesen und schreiben und überspringt eine Klasse. Ironisch erklärt der Erzähler die Überbewertung der Begabung des Sohnes als Missverständnisse. Z. B. reagiert das Kind auf Stimmungen und Reaktionen der Umgebung, ahmt Sprachformen nach und verstärkt dies, wenn es Beachtung findet. So verbindet es die Melancholie der Großmutter zufällig mit einem Gartenerlebnis zum Spruch „Das Leben ist eigentlich wie Unkraut“ (I, 3) oder es zeichnet menschliche Körper mit Hundeköpfen, weil es keine Menschenköpfe malen kann. Die Mutter sieht darin eine frühreife Begabung, rahmt Jaromils Sprüche und Zeichnungen und hängt sie in der Wohnung auf. So verhilft sie dem Sohn zu Erfolgserlebnissen. Bestätigung findet sie durch einen Maler, dem sie seine Werke zeigt. Er deutet sie als surrealistische Kunst, sieht darin die Sensibilität des Kindes für Entdeckung der inneren Welt und für seine Neugier auf ein freies Leben (I; 6) und setzt dem Jungen die Idee vom Künstler als einem Auserwählten in den Kopf, der aus dem Strom des Unbewussten schöpfen kann (III, 5). Er gibt Jaromil Zeichenunterricht (I, 7) und zeigt ihm Bilder von Joan Miró und Salvador Dalí. Parallel dazu zieht er die Mutter in seine Kunstexperimente mit hinein, diskutiert mit ihr über moderne Kunst und leiht ihr Gedichtbände Paul Éluards und Arthur Rimbauds, die auch Jaromil liest und die ihn beeinflussen (I, 9). Sie wird seine Geliebte („Liebe ist Wahnsinn“) und sein Modell (I, 8 und 9). Er bemalt ihren Körper, fotografiert ihn und stellt Foto-Collagen zusammen. Weil sie zu diesem Zeitpunkt noch nichts vom Doppelleben ihres Mannes weiß, hat sie Schuldgefühle, erleidet einen Nervenzusammenbruch und beendet das für sie intellektuell und künstlerisch faszinierende, aber sexuell im Grunde genommen unbefriedigende Verhältnis.
Die Mutterbindung Jaromils führt in seiner Pubertätszeit zu Konfliktsituationen und Auseinandersetzungen. Rückwirkend interpretiert die Mutter alle ihre Entscheidungen gegen ihren Mann, den Maler und einen sie umwerbenden verheirateten Büro-Kollegen (III, 11) als Bekenntnisse zu ihrem Sohn, beginnend mit ihrer Weigerung abzutreiben, und sucht die Zeit der Schwangerschaft in einer Art geistiger Symbiose fortzusetzen. Sie sucht Einblicke in das Leben ihres Sohnes, sie kontrolliert seinen Tagesablauf, die Schulaufgaben und den Förderunterricht und regt ihn zu künstlerischen Tätigkeiten an. Sie verbringen gemeinsam in einer Stimmung „verbotener Vertraulichkeit und unerlaubten Einverständnisses“, wie es die Mutter fast erschreckt wahrnimmt, Ferien in einem Kurbad und lernen dort den Maler kennen (I, 6). Jaromil gibt ihr seine Gedichte zu lesen, auch solche mit dämonisch pubertärer Phantasie ausgeformten Erlebnissen mit Klassenkameradinnen. In sein Tagebuch schreibt er: „Ich bin ein großer Dichter, ich habe eine große Sensibilität, ich habe eine teuflische Phantasie, ich fühle, was andere nicht fühlen“ (I, 6). Aber die Mutter missversteht oft seine Verschlüsselungen und deutet seine Dichtung im Sinne der Theorie des Malers als vom genialen Sohn geahnte dunkle existentielle Weisheit. In der Zeit seiner Pubertät hat sie Angst, dass er sich ihr entzieht und sie ihren Einfluss auf ihn verliert. Deshalb überwacht sie seine Freundschaften, sein Tagebuch und seine abendliche Ausgehzeit. Das ist nicht schwer, da der Weg zu seinem Zimmer durch ihr Wohnzimmer führt. Aber Jaromil bewahrt seine Geheimnisse und erlebt seine harmlosen Schüler-Liebschaften außer Haus.

#### Die Studentin
Ihren ersten eifersüchtigen Anfall erleidet die Mutter, als der Gymnasiast vor seinem Abitur eine Liebesbeziehung mit einer zwei Jahre älteren Studentin beginnt und abends spät nach Hause kommt (III, 16 bis 27). Die Mutter schreit hysterisch, er bringe sie um, und Jaromil muss lange um Verzeihung bitten (III, 17). Die Dominanz der Mutter, sein Schuldgefühl ihr gegenüber in Verbindung mit seiner sexuellen Unaufgeklärtheit führen zum Scheitern dieser Beziehung. Jaromil weicht auf intellektuell anregende Gespräche aus und die Studentin ist über seine Gehemmtheit enttäuscht. Sie wirft ihm vor, nicht sie, sondern eine andere Frau zu lieben. Er gesteht ihr schließlich, dass in der Tat der Schatten einer anderen Frau, die ihn geliebt habe, auf ihm liege. Sie fordert jedoch von ihm die absolute Liebe und will keine Kompromisse mit einem Schatten eingehen. Jaromil wendet dagegen ein, das Absolute der Liebe bedeute vor allem, „dass es imstande ist, den anderen zu verstehen und mit allem zu lieben, was in ihm und an ihm ist, auch mit einem Schatten“ (III, 23). Doch sie findet sich mit dieser Erklärung nicht ab und trennt sich von ihm (III, 27).

#### Rotschopf
Zu einer erneuten Auseinandersetzung mit der Mutter kommt es, als Jaromil als Student an der Hochschule für Politik seine erste sexuelle Beziehung mit dem „Rotschopf“, einer liebeserfahrenen jungen Verkäuferin, beginnt. Eigentlich hat er sich in ihre schöne Kollegin verliebt (IV, 5), doch sie bezieht seine Beobachtungen auf sich und ergreift die Initiative. Im sechsten Teil erklärt der Erzähler dem Leser die Jaromil unbekannten Zusammenhänge: Die junge Frau hatte schon mehrere Beziehungen und setzt die zu dem „Vierzigjährigen“ parallel zu den Kontakten mit Jaromil fort. Sie treffen sich zuerst in ihrem Zimmer in einem Mietshaus (IV, 23). Als ihr Bruder für einige Zeit bei ihr zu Besuch ist, setzt Jaromil bei seiner Mutter durch, dass ihn die Geliebte während ihrer Abwesenheit besuchen darf (V, 6). Als sie einmal etwas verfrüht in ihre Wohnung zurückkehrt, hört sie Liebesgeräusche, stürzt eifersüchtig in Jaromils Zimmer und unterbricht den sexuellen Akt unter dem Vorwand, das angeblich an Magenkrämpfen leidende Mädchen zu verarzten. Jaromil fühlt sich gedemütigt. Er hasst und liebt die Mutter und kompensiert seine Minderwertigkeitsgefühle wegen seiner Unselbständigkeit, indem er die Freundin unter der Maske der Liebe quält (V, 9): Seine Eifersucht steigert sich zum Besitzanspruch, Kleinigkeiten ärgern ihn, nach Vorwürfen der Untreue schlägt er sie, hat darauf Schuldgefühle und versöhnt sich wieder mit ihr. Er fordert ihre unbedingte Liebe, sie muss erraten, was in seinem Innern vorgeht und muss ihn verstehen. Als „Rotschopf“ eines Tages verspätet zu ihrem Treffen erscheint, führt dies zu einer grotesken Entwicklung (V, 10): Er reagiert mit Beschuldigungen. Sie versucht ihn zu besänftigen und konstruiert eine Erklärung. Der Erzähler schildert nachträglich im sechsten Teil, dass sie bei einem älteren Freund (dem „Vierzigjährigen“) war. Sie erfindet deshalb die Geschichte, ihr Bruder wolle ins Ausland fliehen und habe sich mit ihr beraten. Jaromil fordert in seiner Wut von ihr, den Bruder anzuzeigen. Sie antwortet ausweichend und Jaromil meldet den Fall am nächsten Tag der Polizei (V, 11). Er fühlt sich zum ersten Mal männlich verantwortungsvoll und meint im Sinne der Revolution gehandelt zu haben: Er musste die Geliebte vielleicht opfern, um für eine Welt zu kämpfen, „in der die Menschen mehr lieben würden als je zuvor“ (V, 11). „Rotschopf“ und ihr Bruder werden verhaftet. Das Mädchen wird zu drei Jahren Gefängnis verurteilt. Die Folgen seiner Denunziation muss Jaromil nicht mehr miterleben, denn kurz darauf stirbt er an einer auf tragikomische Weise entstandenen Lungenentzündung (VI, 21).

#### Die Filmerin
Eine dritte Beziehung, die zur „schönen Filmerin“, versucht die Mutter frühzeitig zu verhindern, indem sie sich mit ihr befreundet und ein gemeinsames Projekt entwickelt (V, 9). Die Studentin an der Filmschule möchte einen Kurzfilm über den jungen Dichter drehen und bittet seine Mutter um Materialien. Diese ergreift die Initiative, schreibt mit ihr gemeinsam ein Drehbuch, in dem die Mutter als Erzählerin über die durch Fotos aus ihrem Album illustrierte Kindheit des Dichters im Mittelpunkt steht, während der Sohn nur ein Gedicht vortragen darf. Als Jaromil ohne seine Mutter von der Filmerin zu einer Künstlerparty eingeladen wird und sich Hoffnungen auf eine Liebesbeziehung macht, fürchtet die Mutter um die Vergeblichkeit ihrer Aktion (VII, 5). Jetzt fällt ihr auf, dass die Filmerin berechnend ihre Arbeit im Betriebsfilmclub der Polizei benutzte, um sich wegen ihrer reichen Eltern die politische Protektion für ihr Studium zu verschafft, und dass für sie ihre Freundschaft zur Dichtermutter nur eine Strategie gewesen sein könnte, um an ihren Sohn heranzukommen. Doch der Partybesuch endet für den Dichter tragikomisch: Durch seine Lungenentzündung und seinen Tod ist Jaromil für alle Rivalinnen der Mutter unerreichbar und endgültig ihr Eigentum geworden. Er bekennt ihr, eigentlich habe ihm nie eine Frau gefallen: „Du bist die Schönste von allen“ (VII, 21). In seiner letzten Wahrnehmung erblickt er im Wasser sein Spiegelbild, das ein „großes Erschrecken“ zeigt (VII, 23).

### Die Entwicklung des Dichters von der surrealistischen Erlebnislyrik zur politischen Agitation (Teile II bis V)

#### Surrealistische Phase (Teile I bis III)
Von Kindheit an sind für Jaromil seine Dichtungen Transformationen in ein zweites Leben und Realitätsersatz (I, 10). Ein Beispiel dafür ist die poetische Verarbeitung seines pubertären Erlebnisses mit dem Dienstmädchen. Mit Herzklopfen blickt er durchs Schlüsselloch und sieht die nackte Magda in die Wanne steigen (I, 10). In seinem Gedicht „Ach, meine Wasserliebe“ versteckt er sein Erlebnis, so dass niemand anders es in seinen Worten „Ich bin unter dem Wasser und die Schläge meines Herzens ziehen oben ihre Kreise“ entdecken kann: Es war im Gedicht „verloren, untergegangen und begraben […] das Gedicht war vollkommen selbständig, unabhängig und unverständlich, ebenso wie die Wirklichkeit, die sich mit niemandem abspricht und einfach ist […] die Selbständigkeit des Gedichts bot Jaromil ein herrliches Versteck, eine willkommene Gelegenheit eines zweiten Lebens“ (I, 10).
Einzelne Themen wiederholen sich in den verschiedenen Phasen seiner Dichtung: Liebe, Traum, Tod. In seinem lyrischen Prosatext „Xaver“ (Teil II) wandert der Protagonist in einer Mise-en-abyme-Kette von Traum zu Traum. In einem Traum schläft er ein und träumt den nächsten und lebt so zugleich mehrere Leben, ohne in ein einziges gefangen zu sein (V, 2): Er springt durch das Fenster in ein Haus an der Karlsbrücke. Eisenbahnfahrt, Gasthaus, Berghütte in einer Schneelandschaft, Untergrundorganisation in einem Kellergeschoss, Weg über die Dächer der Stadt, Beerdigung schließen sich an. Nach der Rückkehr ins Haus an der Karlsbrücke verlässt er die dort wohnende verheiratete Frau, der er versprochen hat, sie mitzunehmen, und springt mit den Worten „Ich muss dich verraten“ aus dem Fenster.
Viele seiner Gedichte handeln vom Tod und er verarbeitet darin seine pubertären Wunsch- und Angstträume von nackten Mädchenkörpern. Z. B. stellt er sich einen im Feld vergrabenen Mädchenleib vor und schreibt nach seiner Verschlüsselungsmethode von rauchenden Heuhaufen, die den Tabak ihres Herzens rauchen. Im Gedicht sucht er das Unermessliche, nicht das konkrete Alltägliche. Während die Berührung eines Mädchens, das ihn verschämt erröten lässt, an sich für ihn nichtig ist, bedeutet deren Abwesenheit und die Vorstellung, im Feld vergraben zu sein und sich langsam und lustvoll in Erde aufzulösen, die „Erhabenheit des Leids und die Größe der Liebe“ in einem „herrlichen Liebesakt“ (III, 8).
Als er sich in die Studentin, das „Mädchen mit Brille“, verliebt (III, 16), ist er von der Sehnsucht nach seiner ersten sexuellen Beziehung besessen, doch zugleich hat er Angst davor und fühlt seine Unreife und fehlende Männlichkeit. „Darum flüchtete er in den Gedichten der Zärtlichkeit vor der Konkretheit des Körpers in eine Welt kindlicher Spielereien; er nahm dem Körper die Realität und sah den weiblichen Schoß als tickende Uhr“ (III, 13). So schreibt er Gedichte über die künstliche Kindheit der Zärtlichkeit, über einen unwirklichen Tod, über ein unwirkliches Alter (III, 22).

#### Sozialistischer Realismus (Teile III bis V und VII)
Während Jaromil als Gymnasiast noch im Zirkel junger Marxisten (III, 15) die vom Maler und ihm praktizierte moderne Kunst gegen andere Teilnehmern verteidigt, die den sozialistischen Realismus eines Jiří Wolker propagieren, ändert er als Student mit dem Eintritt in die kommunistische Partei seine Ansicht von der Poetik. Die bisher als avantgardistisch anerkannte Kunstrichtung seines alten Mentors kritisiert er bei seinem letzten Besuch bei ihm (III, 25) als veraltet. Modern sei die Revolution, die sich zur Zeit abspiele und die eine neue Kunst erfordere. Die Surrealisten hätten die Alten brutal vom Sockel gestoßen und nun geschehe dasselbe mit ihnen. Ihm wird entgegnet, dass auch seine Lyrik diesen neuen Maßstäben nicht entspreche. Er muss sich eingestehen, dass sein letztes Gedicht über zwei alte Leute und ihre letzte Liebe (III, 22) keine Chance hat, in der neuen Zeit veröffentlicht zu werden, und bezeichnet es als „unbrauchbar für die Revolution“ (III, 25). Wie Wladimir Majakowski möchte er seinen eigenen Verse auf die Kehle treten (IV, 10), obwohl sie ihm gefallen.
Der Dichter hat bisher seine Verse nur der Mutter, dem Maler und den Freundinnen zu lesen gegeben. Jetzt sucht der die Anerkennung der Öffentlichkeit und schreibt im Stil des sozialistischen Realismus z. B. über den Traum eines Parteifunktionärs von der Verkündigung des Endes der Kriege in der Welt und von einer glücklichen Traktoristin, die dem alten Funktionär für seine Aufbauarbeit dankt. Er schickt seine Gedichte an einen prominenten Autor, der ihm allerdings nie antwortet, und an verschiedene Zeitschriften und ist stolz, als die Zeitung „Rudé právo“ einige veröffentlicht (V, 2).
Im fünften Teil erläutert der Erzähler den Reiz der Lyrik für den jungen Dichter: Jede Behauptung werde zur Wahrheit. Der Genius der Lyrik sei der Genius der Unerfahrenheit. Der Dichter wisse wenig von der Welt, er sei unreif und dennoch trage jeder Vers das Endgültige einer Prophezeiung, vor der sogar er selbst dastehe und staune. An seinen Worten hafte ein Tropfen von seinem Herzblut, der dem Vers den Glanz der Schönheit verleihe. Dieser Tropfen habe aber nicht von einem wirklichen Erlebnis aus dem Herzen gepresst werden müssen. Der Lyriker male in seinen Gedichten ein Selbstporträt, da es aber kein wirklich naturgetreues Porträt gebe, korrigiere er sein Gesicht mit seinen Gedichten, er mache es eindrucksvoller und bedeutungsvoller, gebe ihm eine stürmische Gestalt, denn sein Leben sei arm an Ereignissen (V, 5).
Jaromil wird Agitator der kommunistischen Partei. An der Uni kontrolliert er die bürgerlichen Professoren (IV, 3) und kritisiert die surrealistischen Dichter (IV, 11 bis 14). Durch einen Schulfreund, den Hausmeistersohn, der jetzt bei der Polizei arbeitet, erhält er die Einladung zu seiner ersten Dichterlesung in der Polizeischule (V, 7), wo er die „Filmerin“ kennenlernt, auf deren Künstlerparty er von einem Rivalen gedemütigt wird (VII, 3 bis 16): Der „Dreißigjährige“ wirft ihm Karrieresucht, Anpassung an die politische Linie und Verrat an der Idee der avantgardistischen Kunst vor, die er einst vom Maler übernommen hat. Dieser habe seine Stelle als Lehrer verloren, dürfe seine Bilder nicht mehr ausstellen und arbeite als Hilfsarbeiter am Bau. Jaromil rechtfertigt sich, die Kunst des Malers sei tot, das „wirkliche Leben [sei] anderswo! Ganz anderswo!“ Es mache keinen Spaß, über Probleme zu streiten, die nicht existieren (VII, 11). Der „Dreißigjährige“ sperrt daraufhin Jaromil unter dem Spott der anderen Gäste aus dem Zimmer aus. Bei winterlicher Kälte holt er sich auf dem Balkon eine Lungenentzündung, an der er stirbt (VII, 21).

## Form
Die zwischen 1930 und 1949 spielende Handlung wird im Wesentlichen, in sieben Teile untergliedert, chronologisch vorgetragen. Nach einem Zeitsprung um drei Jahre erfährt der Leser im sechsten Teil im Rückblick die Tragik von „Rotschopfs“ Ausreden, die zu ihrer Verhaftung und der ihres Bruders geführt haben. Im siebten Teil kehrt der Erzähler, anknüpfend an den fünften, zur Chronologie zurück und schildert Jaromils grotesken Tod.
Der auktoriale Erzähler führt wie ein Regisseur den Leser durch die Handlung, blendet Exkurse über Themen des Romans (Gedanken über Revolution und Jugend, IV, 3), die politischen Verhältnisse und der Poetiktheorien ein und kommentiert die Situationen und das Verhalten der Romanfiguren. Darüber hinaus tritt er auch als Konstrukteur der Geschichte, d. h. als Autor, auf und weist auf andere mögliche Perspektiven hin: „Dieser junge Mann, den wir Jaromil genannt haben“ (VI, 2), „Verlassen wir unseren Roman für einen Augenblick“ (VI, 2), „Wir haben diese Episode aus dutzenden anderer ausgewählt“ (II, 13), „Die Zeit durchfließt dieses Buch folglich im umgekehrten Tempo. Das kommt daher, dass wir Jaromils Geschichte von einer Warte aus betrachten, die wir am Punkt seines Ablebens errichtet haben. Was wäre, wenn wir sie zum Beispiel in das Leben des Malers, des Hausmeistersohnes oder des Rotschopfs gestellt hätten?“ (VI, 1)
Außer dem Protagonisten Jaromil tragen alle zentralen Figuren typisierende Namen: Mutter, Vater, Großmutter, Maler, Studentin, Rotschopf, Filmerin, Hausmeistersohn, der Dreißigjährige, der Vierzigjährige, der sechzigjährige Dichter. Wie der Autor in seinem Nachwort erläutert, sieht er Jaromils Situation als stellvertretend für die vieler jugendlicher Lyriker an. Insofern ist Jaromil ein Typus und kann durch andere ersetzt werden. Dementsprechend mischt der Autor in einzelnen Romanabschnitten Situationen aus den Biographien anderer Dichter in die Handlung in, teils in fließenden Übergängen: Arthur Rimbaud (Flucht, IV ,1), Lermontow (Großmutterliebe, IV, 2; Duell, VI, 10, 12 und 13; Tod, VI, 1), Puschkin (Duell und Tod, VI, 1), Byron (Tod, VI, 1), Jiří Wolker (Tod, VI, 1; Grab, VII, 17 und 22), Percey Shelley (Wasser-Feuertod, VI, 14), Arthur Rimbaud (Mutterbindung, Grab, VII, 17 und 22). Außerdem in verschiedenen Bezügen: John Keats (Eifersucht), Wladimir Majakowski (Vernichtung seiner Verse), František Halas (Flucht aus dem Spiegelhaus)

## Historischer Hintergrund und autobiographische Bezüge
Jaromils Lebenszeit entspricht der Jugendzeit Kunderas (geb. 1929): Kindheit während der deutschen Besetzung Böhmens und des Zweiten Weltkrieges. Historische Bezugsdaten im Roman sind das Attentat auf den Reichsprotektor Reinhard Heydrich (1942), worauf der Verlobte des Dienstmädchens Magda hingerichtet wird (I, 10), und die kommunistische Machtergreifung in der ČSSR nach dem Februarumsturz durch Klement Gottwald (1948) in Verbindung mit Jaromils Eintritt in die kommunistische Partei.
Ähnlich wie Kundera wechselt Jaromil bei seiner Lyrik vom surrealistischen zum sozialistisch-realistischen Stil: Jaromil schreibt zuerst surrealistische Gedichte nach dem Vorbild Paul Éluards, Vítězslav Nezvals, Konstantin Biebls und Robert Desnos. Auch Kunderas Lyrik der 1940er Jahre ist vom Surrealismus beeinflusst. Beide wenden sich in den 1950er Jahren von dieser Stilrichtung ab und verfassen ihre Gedichte nach dem Muster des offiziell geforderten sozialistischen Realismus.
Wie Kundera beginnt Jaromil nach seinem Abitur in Prag ein Studium und tritt 1948 der kommunistischen Partei bei. Eine weitere Parallele wird diskutiert, seit dem Autor 2008 eine Denunziation vorgeworfen wurde und man sich an Situationen in seinen Romanen „Abschiedswalzer“ und „Das Leben ist anderswo“ erinnerte. Kundera soll 1950 einen Oppositionellen verraten haben, der daraufhin mehrere Jahre im Arbeitslager verschwand. Angeblich belegt ein Protokoll der tschechischen Geheimpolizei die Aussage. Doch dem Dokument fehlt die Unterschrift. „Ich bin völlig überrumpelt von etwas, das ich nicht erwartet habe, von dem ich noch gestern nicht einmal etwas wusste und das nicht passiert ist“, sagte der Schriftsteller damals der tschechischen Nachrichtenagentur.
Während Jaromils Leben 1949 endet, entwickelt sich die Biographie des Autors weiter: Kundera distanzierte sich zunehmend von der Kommunistischen Partei. 1968 endete mit dem Einmarsch der sowjetischen Truppen eine kurze Phase der Presse- und Kulturfreiheit und restaurierte den Stalinismus. Kundera wurde zur Persona non grata im tschechischen Kulturleben und durfte nicht mehr an der Filmhochschule unterrichten, seine Bücher wurden aus Bibliotheken und Buchhandel entfernt, seine Theaterstücke vom Spielplan gestrichen und seine Publikationen verboten. Bereits in den 1950er und 1960er Jahren warf die KP Kundera „Machenschaften gegen die Partei“ und „individualisierte Neigungen“ vor und schloss ihn aus der Partei aus. 1969 musste er den Schriftstellerverband und ein Jahr später erneut (1967 war er wieder aufgenommen worden) die Partei verlassen. Seine letzten in der Tschechoslowakei geschriebenen Romane, bevor er 1978 endgültig nach Paris zog, spielen in der ČSSR und befassen sich mit der von Autor erlebten politischen Situation.

## Rezeption
Die Literaturkritik weist vor allem darauf hin, dass Kundera seine letzten in der ČSSR entstandenen Romane „Das Leben ist anderswo“ (Život je jinde) und „Abschiedswalzer“ (Valčík na rozloučenou) nach seinen Erfahrungen mit dem Prager Frühling schrieb und in ihnen die kommunistische Herrschaft verarbeitete. Die Atmosphäre dieser Zeit sei der Hintergrund beider Romanhandlungen. Beide Werke erschienen stattdessen in Frankreich, das ihm 1975 dank eines Lehrauftrags in Rennes und später in Paris Zuflucht bot. In Kenntnis der persönlichen Biographie Kunderas lese sich „Das Leben ist anderswo“ auch als Metapher für politische Willkür und Abrechnung mit den Kommunisten in seiner tschechischen Heimat.
In seinem Nachwort zum Roman relativiert der Autor allerdings diese Einschätzung. „Jaromil ist keine Hervorbringung des Kommunismus. Der Kommunismus brachte lediglich seine versteckten Seiten ans Tageslicht. Dinge, die nur im Verborgenen geschlummert hätten.“ Jaromils phantasievolle „Monstrosität“ stecke, auf die eine oder die andere Weise, in allen, auch in ihm, dem Autor. Dementsprechend sei eine „gegebene historische Situation ein anthropologisches Laboratorium, in dem er seiner Grundfrage nachgeht: Was macht die menschliche Existenz aus?“ Hieran schließen sich weitere Fragen: nach dem Zusammenhang zwischen Unerfahrenheit und Absolutheitsanspruch der Jugend, zwischen dem Streben nach Vollkommenheit und revolutionärem Eifer, zwischen der lyrischen Haltung und der Liebe.
In den meisten Rezensionen wird auf die Mischung zwischen dem ernsten, oft tragischen politischen Hintergrund und einer gewissen melancholischen, ironischen Leichtigkeit des Erzählens in Kunderas Romanen hingewiesen, so auch in „Das Leben ist anderswo“: Die meist tragischen Geschichten bewegen sich in dem Kundera-typischen Spannungsfeld aus Liebe und Politik, Humor und Ernst, Leichtigkeit und Melancholie. Mitunter bleibe dem Leser das Lachen auch im Halse stecken. „Kunderas sprachliche Leichtigkeit und überraschende, immer wieder fesselnde Raffinesse der Handlung überzeugen und amüsieren.“ Kundera zeichne Kampf und Tod mit so viel subtiler Menschenkenntnis, dass sein Buch auf gleichen Rang neben andere große Mutter-Sohn-Geschichten der Weltliteratur tritt, neben die des „Grünen Heinrich“ etwa oder neben Sartres „Les mots“.
1973 erhielt Kundera für den Roman den „Prix Médicis étranger“.